# Fährwall 2 (Stralsund)

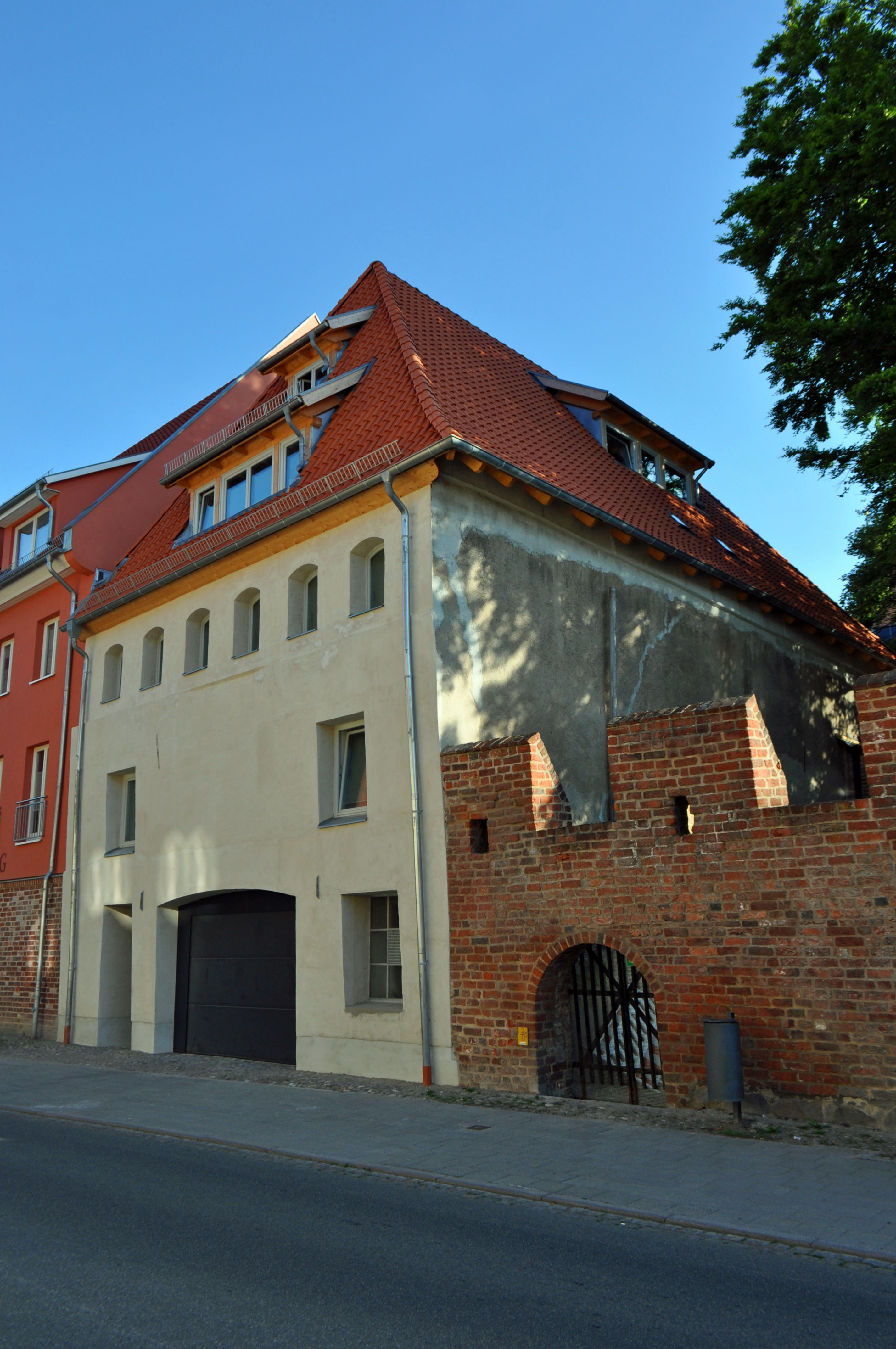
Das Haus Fährwall 2 in Stralsund (2013)

Das Haus mit der postalischen Adresse Fährwall 2 ist ein denkmalgeschütztes Gebäude in der Hansestadt Stralsund am Fährwall.
Das dreigeschossige Haus mit Walmdach ist als ehemaliger Bestandteil der Stralsunder Stadtmauer mittelalterlichen Ursprungs. Es wurde zunächst als Speicher genutzt. Im Laufe der Zeit wurde das Gebäude mehrfach überformt. Vom ursprünglichen Zustand sind die segmentbogigen Luken im zweiten Obergeschoss erhalten.
Ursprünglich in Backstein ausgeführt, wurde die Fassade später verputzt.
Bis zur Sanierung im Jahr 2012 wurde angenommen, dass das Haus im 14. Jahrhundert errichtet worden war; bauhistorische Untersuchungen im Zuge der Sanierung lassen auf eine Bauzeit nach 1230 schließen.
Das Gebäude wurde als Speicher errichtet und auch später als Lager genutzt; zu den Nutzern zählte zuletzt noch die Handelsorganisation (HO). Im Jahr 1995 wechselte das Eigentum von der das Vermögen der HO verwaltenden Treuhandgesellschaft zu einem privaten Investor; anschließend verfiel das Haus weiter und wurde im Jahr 2005 zwangsversteigert. Erst nach einem weiteren Eigentümerwechsel im Jahr 2011 wurde das bis dahin stark verfallene Gebäude umfangreich saniert; es wird seitdem als Wohnhaus genutzt.
Das Haus liegt im Kerngebiet des von der UNESCO als Weltkulturerbe anerkannten Stadtgebietes des Kulturgutes „Historische Altstädte Stralsund und Wismar“. In die Liste der Baudenkmale in Stralsund ist es mit der Nummer 183 eingetragen.